# Couvent Saint-Jean-le-Précurseur de Moscou
Le couvent Saint-Jean-le-Précurseur (en russe : Иоанно-Предтеченский женский монастырь) de Moscou, situé au bord du quartier de Khitrovka, fut probablement fondé au XVe siècle, sa première mention remonte à 1604.
Au début du XVe siècle se trouvait légèrement au nord de la rue Solianka une propriété royale comprenant l’église de Vladimir-Égal-aux-Apôtres (au coin des ruelles Khokhlovski, Starosadski et Maly Ivanovski actuelles). Dans le testament de Basile Ier (1423) l’endroit est appelé « nouveau palais hors la ville près de saint Vladimir ». À la fin du XVe siècle le palais était à l’abandon et au sud de Saint-Vladimir fut fondé le couvent Saint-Jean-le-Précurseur (dédié à celui que les Occidentaux appellent saint Jean-Baptiste).
Le monastère fut pillé lors du temps des troubles et abîmé par des incendies en 1688, 1737 et 1748. Après ce dernier incendie le monastère cessa de fonctionner jusqu’en 1761 quand il fut réhabilité sur oukase de l’impératrice Élisabeth Pétrovna.
En 1812 le couvent fut entièrement détruit par l’incendie et sa reconstruction ne commença qu’en 1860 dans un style néo-renaissance sous la direction de Mikhaïl Bykovski. La cathédrale du couvent est dédiée à la décollation de saint Jean le Précurseur.

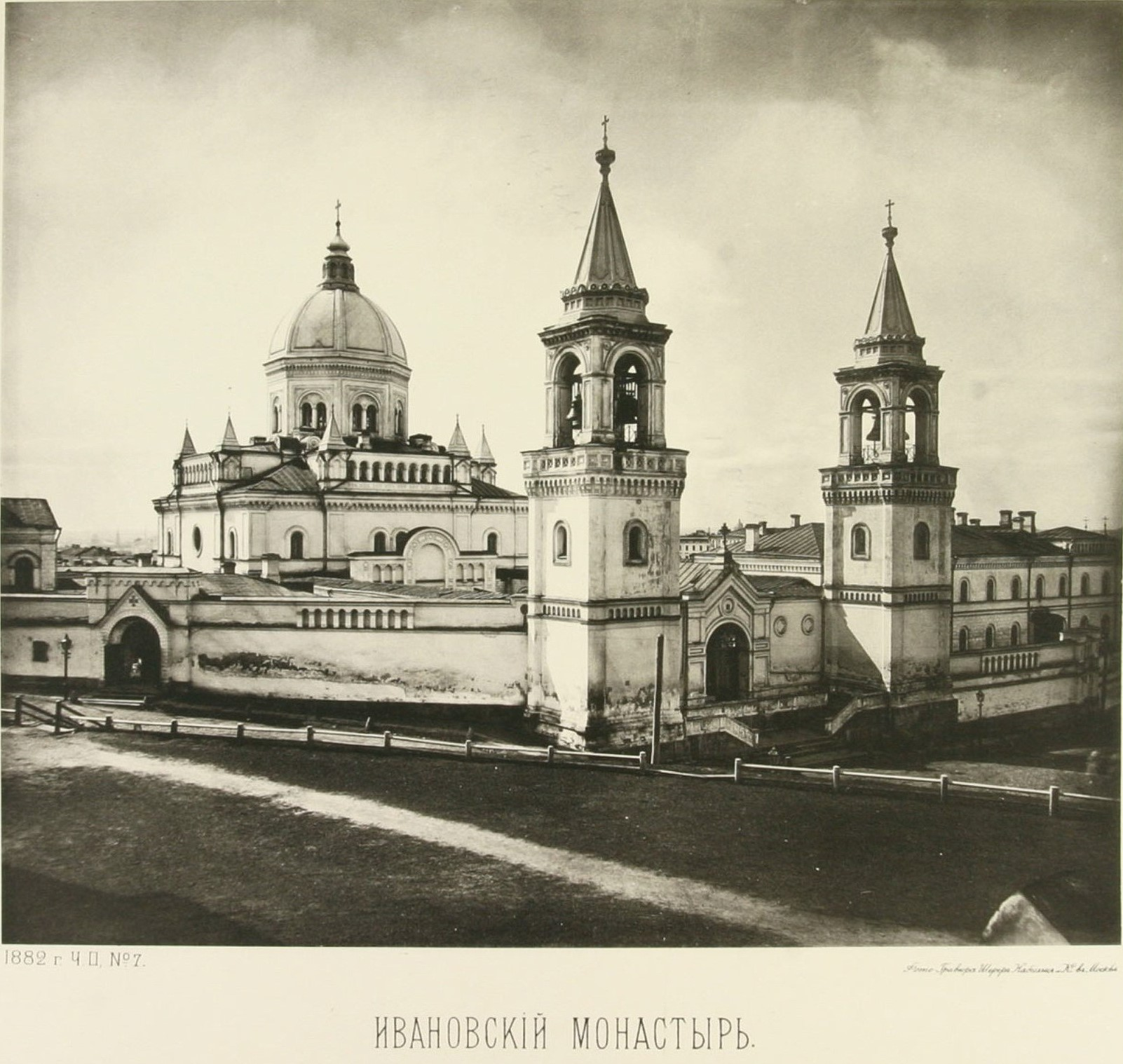
Le couvent dans les années 1880

Le couvent, fermé par les soviétiques, a repris son activité en 2002 et est en cours de restauration. Une partie des bâtiments du couvent appartiennent toutefois encore au ministère des affaires intérieures.